# آلیوم زرد
آلیوم زرد (نام علمی: Allium flavescens) نام یک گونه از سرده سیر است.